# Uderz
Uderz [ˈudɛʂ] est un village polonais de la gmina d'Iłów dans le powiat de Sochaczew et dans la voïvodie de Mazovie.
Il se situe à environ 3 kilomètres au nord-est d'Iłów, à 19 kilomètres au nord-ouest de Sochaczew et à 66 kilomètres à l'ouest de Varsovie.